# Liski (obwód brzeski)
Liski (biał. Ліскі; ros. Лиски) – chutor na Białorusi, w obwodzie brzeskim, w rejonie żabineckim, w sielsowiecie Oziaty, przy bagnie Hatcza.
W dwudziestoleciu międzywojennym część wsi Zabłocie-Barańce. Leżała w Polsce, w województwie poleskim, w powiecie kobryńskim. Nazwa Liski nadana została po 1931.